# Gietlhausen
Gietlhausen ist ein Stadtteil von Neuburg an der Donau im oberbayerischen Landkreis Neuburg-Schrobenhausen. Das Dorf liegt fünf Kilometer nördlich von Neuburg an der Donau, am südlichen Rand des Naturparks Altmühltal.
Gietlhausen war seit den 1820er Jahren Gemeindeteil der Gemeinde Ried und ging mit dieser am 1. Januar 1976 in der Stadt Neuburg an der Donau auf. Das Dorf gehört weiterhin zur Gemarkung Ried. Bei der Volkszählung 1961 hatte das 1818 gegründete Dorf erst 102 Einwohner, zum 31. Dezember 2008 waren 145 Personen gemeldet.

## Geschichte

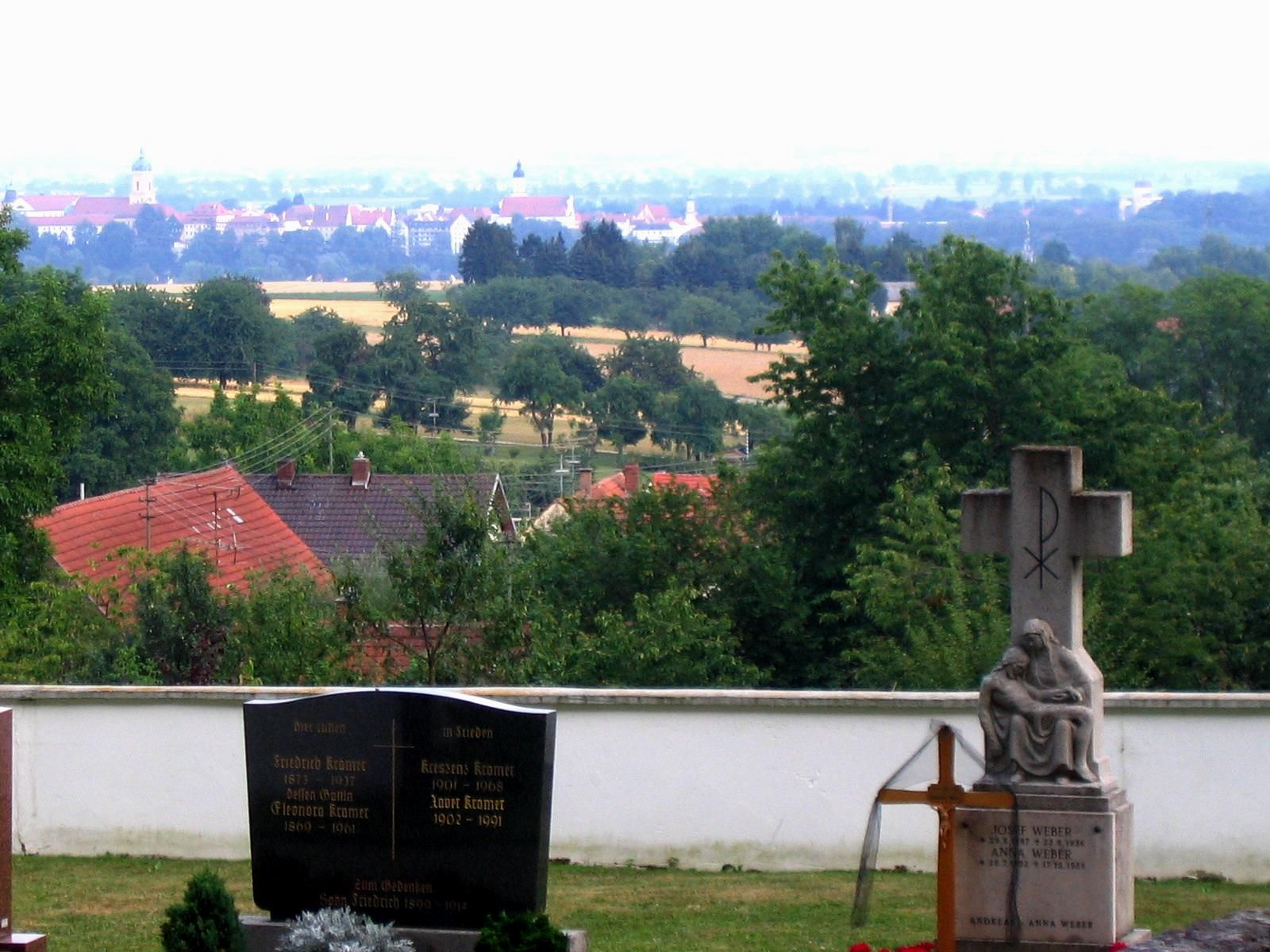
Blick ins Neuburger Land am katholischen Friedhof

Der Ortsname leitet sich von einem Neuburger Bürger Gietl ab. Das „Neuburger Kollektaneenblatt“ spricht von einem Bräuer Gietl. Ein Verwaltungsakt aus dem Jahre 1903 über Gietlhausen definiert diesen Mann mit dem Titel „Kurfürstlich Geheimer Landschaftsrat Johann Mathias von Gietl“. Er hat auf dem Gietlhausener Gelände ein 29 bis 30 Tagwerk (etwa zehn Hektar) großes Waldstück, genannt Gietlholz, besessen. Dieses Areal, das aus einem Eichenwald bestand, verkaufte er am 3. September 1807 an die Kurfürstin Maria Leopoldine von Bayern, um sie für Kulturzwecke zur Verfügung zu stellen, berichten die Akte. Gemeint war damit eine neue Besiedelung, wie sie zu dieser Zeit auch im Donaumoos vollzogen wurde.
Ein Rechtsstreit über die Kostenübernahme des Gietlhausener Ortsbrunnen, der sich von 1895 bis 1903 dahinzog, gibt einen weiteren Einblick in die Geschichte. Das Königliche Bezirksamt stellte 1903 dabei Untersuchungen über die Entstehung von Gietlhausen an und verfasste dazu ein 18-seitiges Protokoll. Es kommt zu der Erkenntnis, dass im Jahre 1814 das ursprüngliche Ortsareal Gietlhausen noch bewaldet war. Eine Kartierung diente als Beweismaterial.
Den ersten Siedlern wurden Parzellen zwischen 25 und 12 Tagwerk veräußert. Es waren öde Waldflächen, die von Donaumooskolonisten erworben wurden. Sie mussten laut Kaufvertrag noch die Lagerung des gefällten Holzes dulden. Die ersten Kaufverträge sind auf den 14. Mai 1818 datiert und die ersten Siedler waren Sebastian Frey vom Gromet, heute Marienheim, Christoph Gegner, ebenfalls Marienheim, sowie Konrad Hofstetter aus Untermaxfeld. Am 16. Mai 1818 unterzeichneten den Kauf Johann Michael Hofbauer, Obermaxfeld, Johann Weingärtner, Neuschwetzingen und Jeremias Hofstetter, Untermaxfeld. Am 12. Februar 1820 kam noch Dietrich Hofstetter dazu. Damit war der Grundstock für Gietlhausen gelegt.
Die Ansiedlung entstand in der Gestalt eines Straßendorfes, entlang einer vom Waldrand im Norden nach Süden hin steil abfallenden Straße. Charakteristisch für das Dorf Gietlhausen war eine für Altbayern sehr untypische Mehrheit evangelischer Einwohner. Die ersten Kolonisten kamen aus Marienheim, einer zur gleichen Zeit ebenfalls neu angelegten Siedlung östlich von Neuburg. Sie stammten also ebenso aus den kurpfälzischen Herrschaftsgebieten von Kurfürst Karl Theodor wie viele der Kolonisten im Donaumoos. Die Gietlhausener waren meist wenig begütert, zum Großteil in einer religiösen Diaspora-Situation. Im Jahre 1854 werden 20 Häuser gezählt, davon waren 18 Katholiken und 46 Protestanten. Im Sprachgebrauch der katholischen Nachbardörfer war für Gietlhausen die abschätzige Bezeichnung „Gripsloch“ üblich.
Nach 1945 zogen auch Heimatvertriebene zu.

## Katholische Kapelle in Ökumene

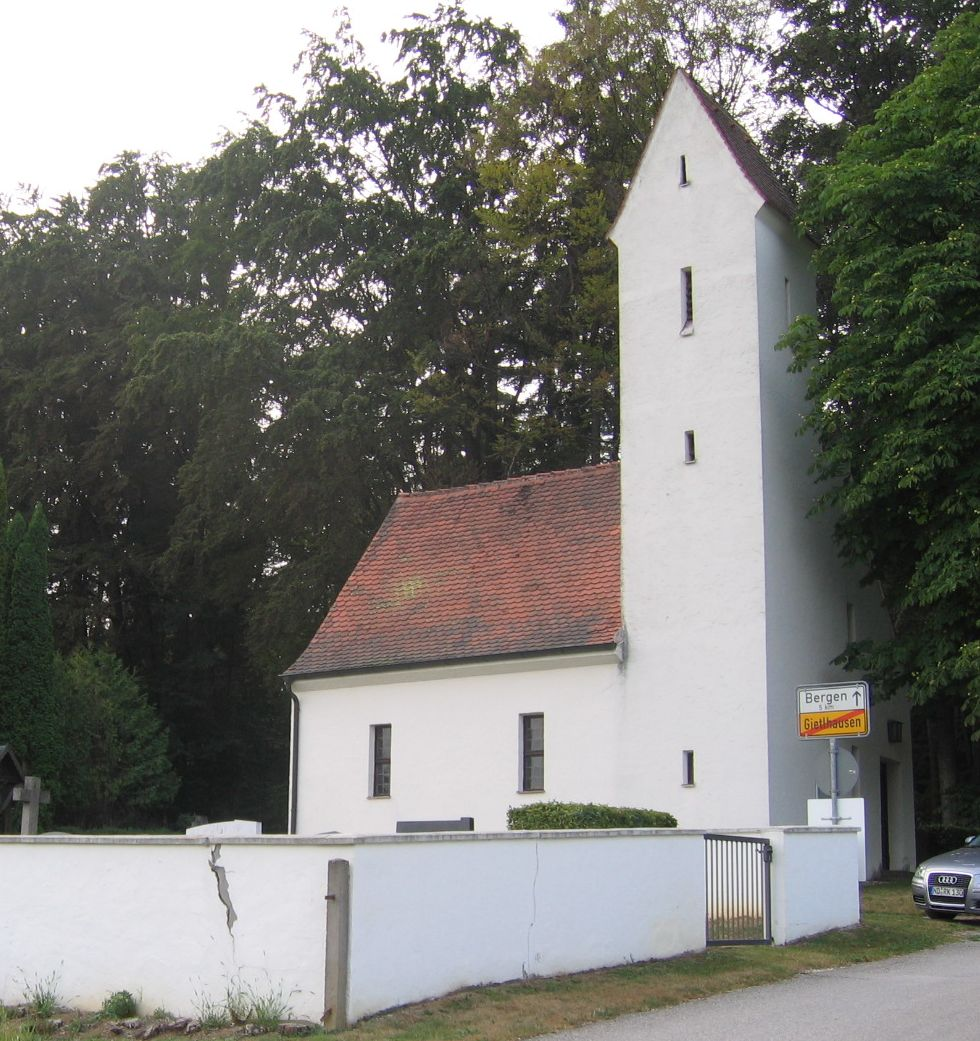
Das Kirchlein als Wahrzeichen

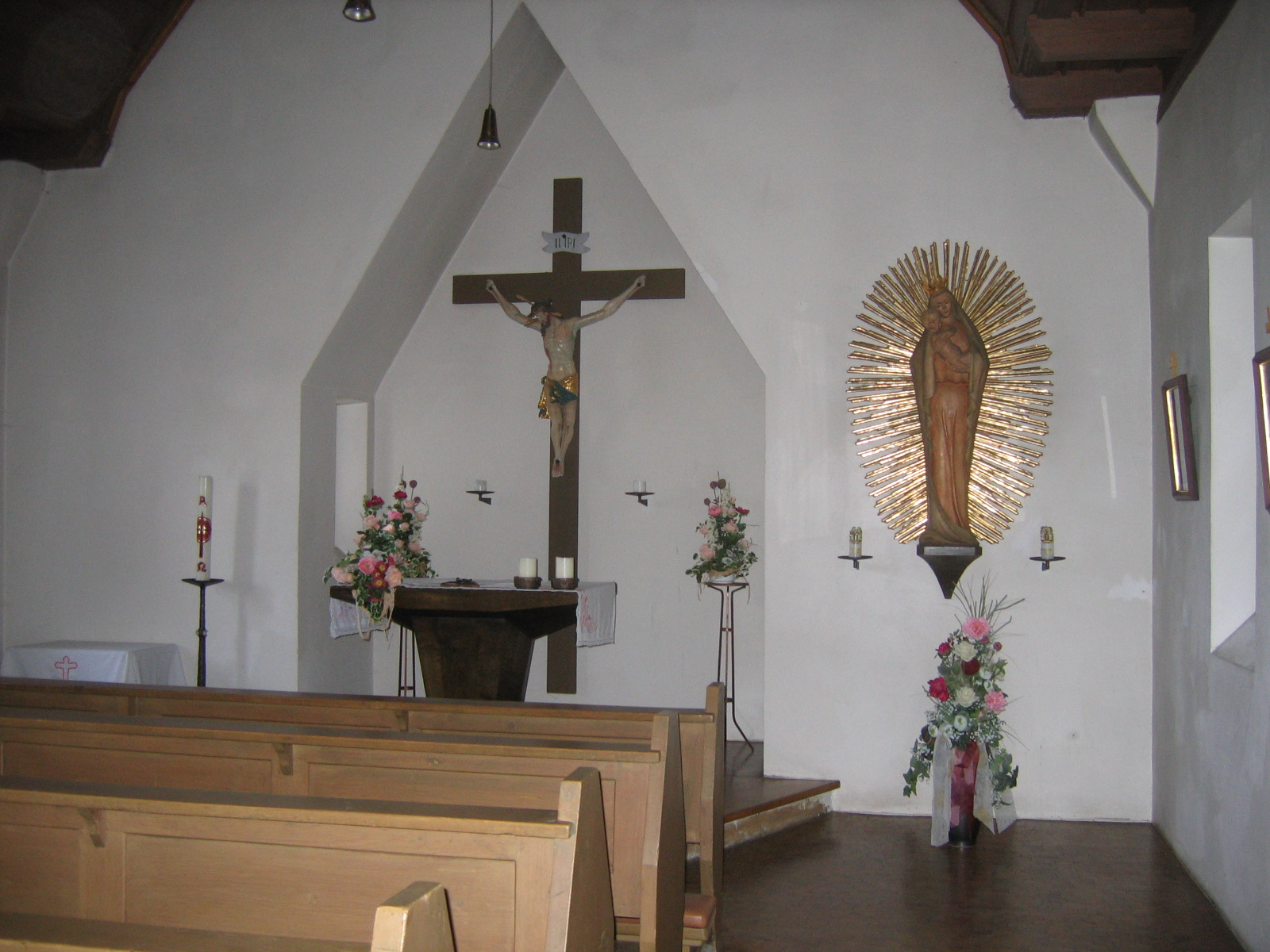
Das Kircheninnere

Rund hundert Jahre gab es in Gietlhausen keinen Sakralbau. Am 13. Oktober 1929 wurde die „Maria-Hilf-Kapelle“ in einem feierlichen Akt der Öffentlichkeit übergeben. Wegbereiter war Pfarrer Karl Kotter aus Ried. Die Pläne fertigte Architekt Eberle aus München. Handwerker aus Neuburg, Ried und Unterstall führten die Bauarbeiten aus.
Die Kapelle ist ausgestattet mit Kreuz, Strahlenkranzmadonna, Bänken, einem Volksaltar und zwei elektrisch betriebenen Glocken. Die katholische Kapelle, die in die Pfarrei St. Peter nach Neuburg eingegliedert ist, ist für jedermann offen und wird ökumenisch genutzt.

## Friedhöfe

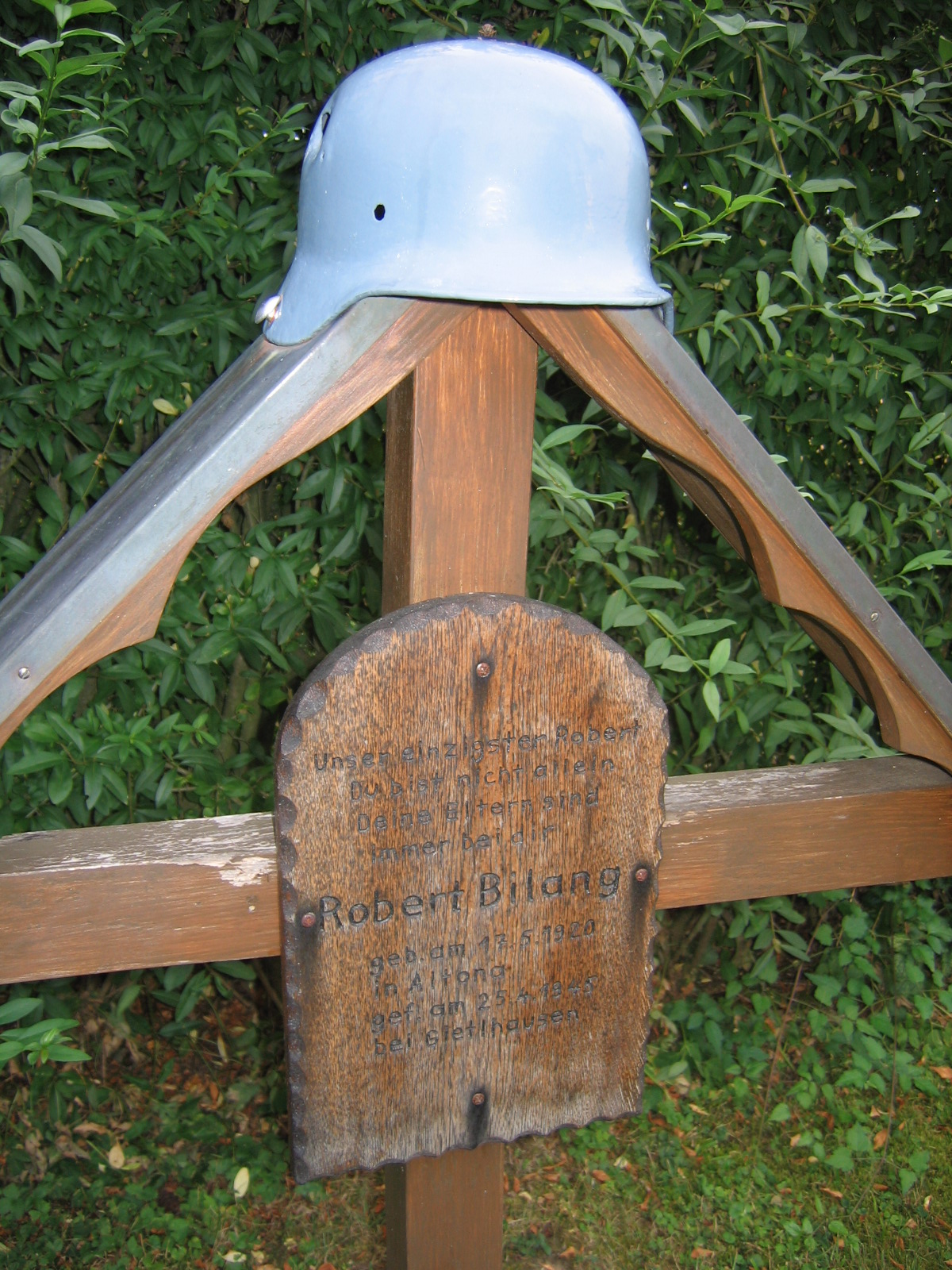
Grab für den Ende April 1945 bei Gietlhausen gefallenen deutschen Soldaten Robert Bilang

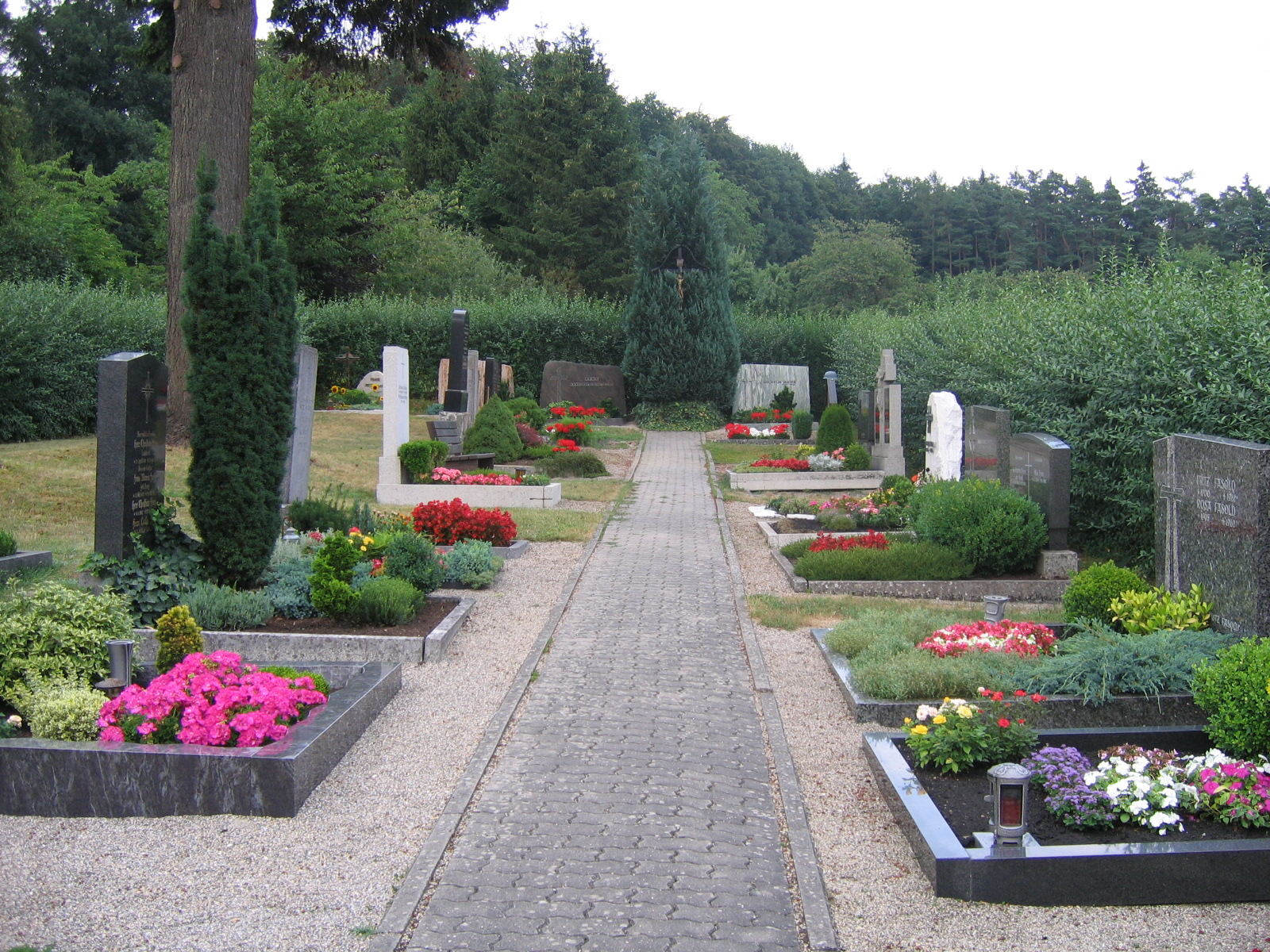
Der evangelische Friedhof

In Gietlhausen gibt es zwei Friedhöfe, einen für die Protestanten und einen für die Katholiken.
Um 1824 bestand die neue Kolonie aus vier katholischen und fünf protestantischen Familien. Kurfürstin Maria Leopoldine von Bayern schenkte ihnen ein Grundstück. So konnte ein Friedhof südlich der Römerstraße, nahe am Wald angelegt werden. Ein Betreiberverein machte daraus einen evangelischen Friedhof. Nur die Protestanten, die hier lebten oder geboren sind, werden in diesem Friedhof bestattet. Eine Besonderheit ist das Gefallenengrab des Robert Bilang, das weiterhin gepflegt wird. Er war gebürtig aus Altona an der Elbe und fiel kurz vor Ende des Zweiten Weltkrieges mit 25 Jahren bei Gietlhausen. Der Friedhof beherbergt außerdem eine rund hundertjährige Douglas-Tanne.
Bis 1929 wurden die Katholiken im Rieder Friedhof beerdigt. Mit dem Kapellenbau wurde 1929 ein katholischer Friedhof angelegt, der sich um den Bau gruppiert.

## Sehenswürdigkeiten
Bekannt ist Gietlhausen für seine Kirschgärten, deren Blüte im Frühjahr die ausladenden Südwesthänge weiß färbt und die schon 1852 bestanden haben. Womöglich brachten Siedler aus der Rheinpfalz die Kirschbäume mit.